# Кругле (Звіриноголовський округ)
Кру́гле (рос. Круглое) — село у складі Звіриноголовського округу Курганської області, Росія.
Населення — 752 особи (2010, 899 у 2002).
Національний склад станом на 2002 рік:
- росіяни — 85 %